# Thomas Stapleton
Thomas Stapleton (Henfield 1535-Louvain 1598) est un controversiste, théologien et historien d'origine anglaise, grande figure du Louvain de la seconde scolastique.

## Biographie
Stapleton étudie à Canterbury, Winchester et Oxford, et est reçu Doctor theologiae à Louvain en 1571. Il est actif lors de la fondation du célèbre Collège anglais de Douai (1574-78), puis après un bref passage dans la Compagnie de Jésus à Rome, il remplace Michel De Bay à Louvain en 1590, où il devient recteur de l'université en 1595.